# 鲁大维
鲁大维 （英語：David M. Robinson, 1965年5月27日—）是一位美国汉学家。

## 生平
毕业于霍巴特和威廉史密斯学院和普林斯顿大学，任教于柯盖德大学。主要研究蒙古帝国和明朝历史。

## 主要著作
- 《帝国的暮光：蒙古帝国治下的东北亚》（Empire's Twilight: Northeast Asia under the Mongols），社会科学文献出版社，2019年12月，ISBN 9787520139601
- 《神武军容耀天威：明代皇室的尚武活动》（Martial Spectacles of the Ming Court），社会科学文献出版社，2020年10月，ISBN 9787520163323
- 《称雄天下：早期明王朝与欧亚大陆盟友》（Ming China and its Allies: Imperial Rule in Eurasia），社会科学文献出版社，2024年4月，ISBN 9787522833774